# Ernst Becker
Ernst Emil Hugo Becker (Emmerich am Rhein, 11 de agosto de 1843 — Freiburg im Breisgau, 6 de agosto de 1912) foi um astrônomo alemão.